# Hoplophryne
A Hoplophryne a kétéltűek (Amphibia) osztályába, valamint a békák (Anura) rendjébe és a szűkszájúbéka-félék (Microhylidae) családjába tartozó nem.

## Előfordulása
A nembe tartozó fajok Tanzánia endemikus fajai.

## Rendszerezés
A nembe az alábbi fajok tartoznak:
- Hoplophryne rogersi Barbour & Loveridge, 1928
- Hoplophryne uluguruensis Barbour & Loveridge, 1928